# Дерновинні молі
Дерновинні молі (Brachodidae) — родина лускокрилих комах надродини Sesioidea. Містить 135 видів у 13 родах.

## Поширення
Родина поширена майже по всьому світі.

## Опис
Метелики невеликі або середнього розміру. Розмах крил 11-29 мм. Голова з щільно прилеглими на лобі і піднятими в тім'яної області, рідше з довгими волосоподібними лусочками. Вусики ниткоподібні або гребінчасті, сягають половині довжини переднього крила. Очі дуже великі. Хоботок розвинений, без лусочок. Щелепні щупики невеликі, 1-3 членикові. Нижньогубні щупики спрямовані вперед або слабо вигнуті вгору, часто короткі, рідше потовщені. Гомілки і членики лапок з шипами. Передні крила трапецієподібні, непрозорі. Візерунок утворений перев'язами і плямами, часто з металевим блиском; у самиць, зазвичай, однотонний, без малюнка.

## Роди
- Atractoceros
- Brachodes
- Euthorybeta
- Miscera
- Saccocera
- Synechodes
- Nigilgia
- Paranigilgia
- Phycodes
- Phycodopteryx
- Hoplophractis
- Sagalassa
- Sisyroctenis